# Joaquim Pires (político)
Joaquim de Lima Pires Ferreira (Barras, 16 de julho de 1869 – Rio de Janeiro, 23 de dezembro de 1958) foi um magistrado, advogado, professor, jornalista e político brasileiro que representou o Piauí no Congresso Nacional.

## Dados biográficos
Filho de José Pires Ferreira e Humbelina de Lima Pires Ferreira. Bacharel pela Faculdade de Direito do Recife em 1890, mesmo ano no qual foi nomeado sucessivamente promotor de justiça em Barra de São João e juiz pretor no Rio de Janeiro. Na capital então federal foi oficial de gabinete do presidente Floriano Peixoto, trabalhou como advogado e foi professor de Direito Internacional no Instituto Comercial. Além do magistério atuou no jornalismo e dirigiu também a Escola Nacional de Agricultura.
Membro do Partido Republicano do Piauí, foi eleito deputado federal em 1895 e reeleito em 1900, 1903, 1906, 1912 e 1915. Na Câmara dos Deputados condenou a participação do Brasil na Primeira Guerra Mundial e foi reeleito para seu sétimo mandato em 1928, até que a Revolução de 1930 suprimiu as atividades legislativas em todo o país. Afastou-se da política e só retornou a ela com o fim do Estado Novo elegendo-se senador pela UDN em 1947 em substituição ao falecido Esmaragdo de Freitas. No Senado votou contra a proposição do senador Ivo d'Aquino pela cassação dos parlamentares comunistas, mas foi voto vencido. Candidatou-se a reeleição em 1954, mas não obteve êxito e deixou a vida pública ao final do mandato.
Pai de Jurandir Pires e avô de Dirno Pires, deputados federais pelo antigo Distrito Federal e pelo Piauí, respectivamente, e irmão, pelo lado paterno. do também político Firmino Pires Ferreira. Em sua homenagem foi criado em 1960 o município de Joaquim Pires.